# 190P/Mueller
La comète Mueller 6, officiellement 190P/Mueller, est une comète périodique du système solaire, découverte le 20 octobre 1998 par Jean Mueller.